# Вереа
Вереа (гал. Verea, ісп. Verea) — муніципалітет в Іспанії, у складі автономної спільноти Галісія, у провінції Оренсе. Населення — 1269 осіб (2009).

## Географія
Муніципалітет розташований на португальсько-іспанському кордоні.
Муніципалітет розташований на відстані близько 410 км на північний захід від Мадрида, 28 км на південь від Оренсе.
Муніципалітет складається з таких паррокій: Альбос, Бангесес, Сешо, Домес, Гонтан, Оурільє, Пітелос, Портела, Сангуньєдо, Санта-Марія-де-Сешо, Вереа.

## Демографія
Динаміка населення (INE ):

## Галерея зображень

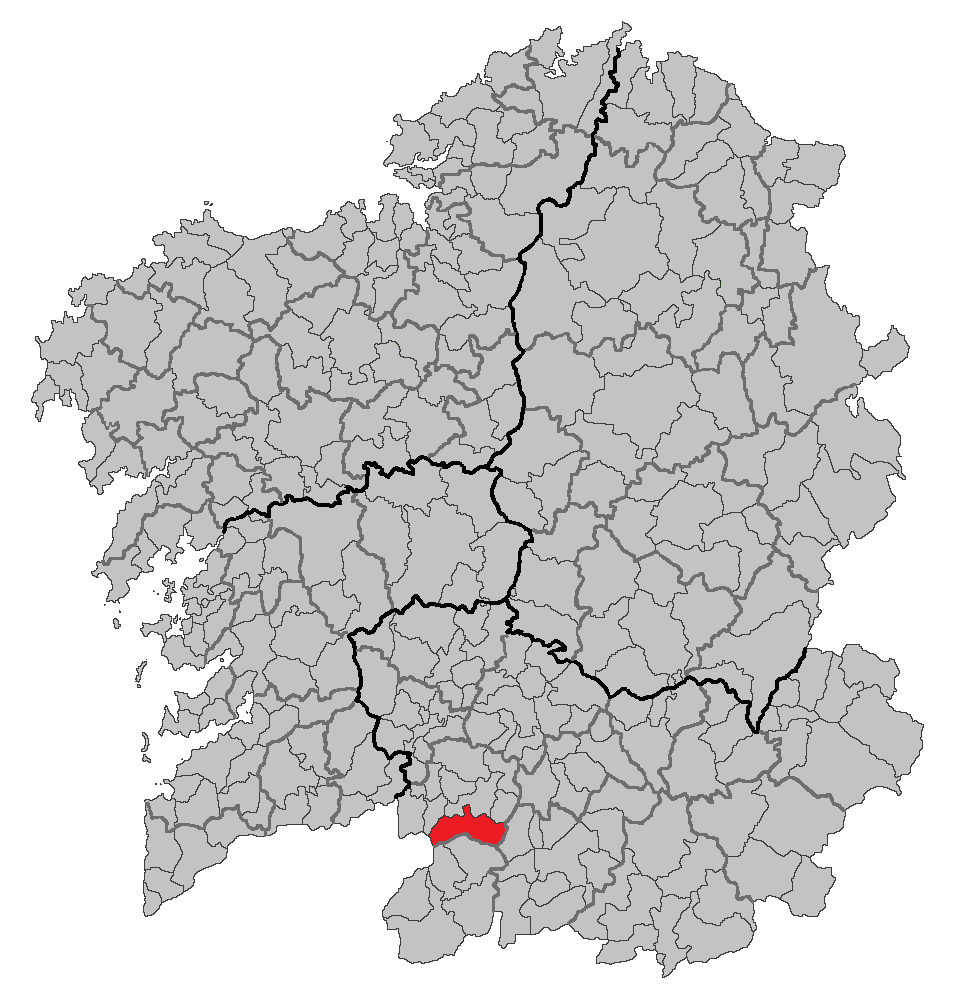
Розташування муніципалітету